# レネ・グレイ
レネ・グレイ（Rene Goulet、本名：Robert Bédard、1932年7月12日 - 2019年5月25日）は、カナダ・ケベック州ケベック・シティー出身、フランス系カナダ人のプロレスラー。
第2代WWWF世界タッグ王者（パートナーはカール・ゴッチ）。現役引退後はWWFのロード・エージェントとなり、試合のストーリー構成や選手の管理業務などバックステージで手腕を振るった。

## 来歴
アマチュア時代はアイスホッケーのディフェンス選手であり、NHL入りを目指すが練習中の事故で断念、1956年に地元のケベックにてプロレスラーとしてデビュー。モーリス・バションらと対戦してキャリアを積み、1960年代前半よりレネ・グレイ（Rene Goulet）のリングネームでアメリカのAWAに参戦。金髪をなびかせたフランス出身の伊達男系ベビーフェイスとして活動し、同じフランス系のバーン・ガニアともタッグを組んだ。
以降、太平洋岸北西部のパシフィック・ノースウエスト・レスリングや南部のフロリダ地区などNWA圏を転戦。フロリダでは1970年12月7日にグレート・メフィストからNWA南部ヘビー級王座を奪取、翌1971年1月から2月にかけてはヒロ・マツダを相手に同王座を争った。同年3月31日にはマイアミビーチにて、ドリー・ファンク・ジュニアが保持していたNWA世界ヘビー級王座に挑戦している。
フロリダを離れた後、1971年9月よりWWWFに登場。12月6日にニューヨークのマディソン・スクエア・ガーデンにてカール・ゴッチと組み、ターザン・タイラー&ルーク・グラハムを破り第2代のWWWF世界タッグ王者となる。その後もフレッド・ブラッシー&ジミー・バリアントなどのチームを相手に防衛戦を行い、翌1972年2月1日にキング・カーティス・イヤウケア&バロン・ミケル・シクルナに敗れるまで戴冠した。
1972年6月、国際プロレスに初来日（名義は "Rene Goulet" の英語読みであるレーン・ゴルト）。ビル・ミラーやWWWFでの仇敵シクルナに次ぐ3番手外国人のポジションでストロング小林やグレート草津と対戦し、ラッシャー木村との金網デスマッチも行われた。1974年5月の再来日ではセーラー・ホワイトと組み、ビル・ロビンソン&マイティ井上と金網タッグデスマッチで対戦している。
アメリカではこの時期よりサージェント・ジャック・グレイ（Sgt. Jacques Goulet）を名乗ってヒールに転向し、インディアナポリスのWWAにてドン・ファーゴとザ・リージョネアーズ（The Legionnaires）なるフランス外人部隊ギミックのタッグチームを結成。1974年9月21日にはウイルバー・スナイダー&ペッパー・ゴメスからWWA世界タッグ王座を奪取、1975年4月からはザリノフ・ルブーフを新パートナーにディック・ザ・ブルーザー&クラッシャー・リソワスキーの極道コンビと抗争した。
ジム・クロケット・ジュニアの運営するノースカロライナのミッドアトランティック地区ではミシェル・デュボアともフランス系の悪党タッグチームを組み、1976年11月3日に行われたNWAミッドアトランティック・タッグ王座決定トーナメントでは、ティム・ウッズ&ディノ・ブラボーのチームと決勝を争った。1977年にはジム・バーネット主宰のジョージア・チャンピオンシップ・レスリングに参戦、12月13日にオレイ・アンダーソンと組んでトニー・アトラス&トミー・リッチからNWAジョージア・タッグ王座を奪取している。
1979年よりWWFに復帰して、1980年11月にはWWFとの提携ルートで新日本プロレスに初参戦。第1回MSGタッグ・リーグ戦において、アンドレ・ザ・ジャイアント&ザ・ハングマンのフランス系大型コンビのマネージャー役を務めた。翌1981年の第2回大会には、自身がアンドレのパートナーとなって出場。体力的には弱体だったものの、作戦参謀ぶりを発揮してリーグ戦トップの戦績で優勝戦に進出、12月10日に大阪府立体育館にてアントニオ猪木&藤波辰巳の師弟コンビを下し優勝をさらった。1982年の第3回大会にもディフェンディング・チャンピオン・チームとしてアンドレと共に出場したが、2連覇を果たすことはできなかった。
1980年代も古巣のAWAやフロリダを転戦しつつWWFを活動の拠点とし、ジョバーのベテラン・ヒールとしてベビーフェイス勢の売り出し役を担う。1984年よりビンス・マクマホン・ジュニアの新体制下でWWFが全米侵攻サーキットを開始してからはロード・エージェントを担当するようになり、トーク番組『チューズデイ・ナイト・タイタンズ』ではカフェ・レネ（Cafe Rene）なるインタビュー・コーナーのホストも務めた。
WWFには1997年まで在籍し、退職後はノースカロライナ州のシャーロットに居住。2001年には人工股関節の置換手術を受けた。
2019年5月25日に死去した。86歳没。訃報は同年12月12日に報じられた。

## 得意技
- ダイビング・ニー・ドロップ
- ブレーン・クロー

## 獲得タイトル
ワールド・ワイド・レスリング・フェデレーション
- WWWF世界タッグ王座：1回（w / カール・ゴッチ）[2][3]

ワールド・レスリング・アソシエーション（インディアナポリス）
- WWA世界タッグ王座（インディアナポリス版）：2回（w / ドン・ファーゴ、ザリノフ・ルブーフ）[14]

パシフィック・ノースウエスト・レスリング
- NWAパシフィック・ノースウエスト・タッグ王座：2回（w / ペッパー・マーティン、シャグ・トーマス）[24]

チャンピオンシップ・レスリング・フロム・フロリダ
- NWA南部ヘビー級王座（フロリダ版）：3回[6]

ジョージア・チャンピオンシップ・レスリング
- NWAジョージア・タッグ王座：1回（w / オレイ・アンダーソン）[16]

新日本プロレス
- 第2回MSGタッグ・リーグ戦優勝（w / アンドレ・ザ・ジャイアント）[17]

## 余話
1972年1月31日、マディソン・スクエア・ガーデンでのWWWF世界タッグ王座防衛戦は、試合直後にカール・ゴッチが日本遠征（新日本プロレス旗揚げ戦への参加）を公表したことから、日本で大きく報道された。しかし、グレイのリングネームの読み方には混乱があり、『ゴング』1972年4月号では、カラーグラビアは「レーン・ゴルト」、海外ニュースコラムでは「リン・ガレ」、海外各地の試合紹介コーナーでは「リン・グレ」と、1冊の雑誌の中において3通りの読み方で紹介されていた。